# Santana da Vargem (ort)
Santana da Vargem är en ort i Brasilien.   Den ligger i kommunen Santana da Vargem och delstaten Minas Gerais, i den sydöstra delen av landet, 700 km söder om huvudstaden Brasília. Santana da Vargem ligger 826 meter över havet och antalet invånare är 7 239.
Terrängen runt Santana da Vargem är platt. Närmaste större samhälle är Três Pontas, 13,1 km söder om Santana da Vargem.
Omgivningarna runt Santana da Vargem är en mosaik av jordbruksmark och naturlig växtlighet. Runt Santana da Vargem är det ganska glesbefolkat, med 43 invånare per kvadratkilometer.